# بازوچ-ل-گالرندس
بازوچ-ل-گالرندس (به فرانسوی: Bazoches-les-Gallerandes) یک کمون (فرانسه) در فرانسه است که در canton of Outarville واقع شده‌است. بازوچ-ل-گالرندس ۳۶٫۷۳ کیلومتر مربع مساحت دارد.